# 소요사
소요사(逍遙寺)는 고창군 부안면 용산리에 위치한 사찰로 서쪽 해안 연변에 우뚝 솟은 소요산 동쪽 기슭에 자리잡고 있다. 백제 성덕왕대(554년 ~ 597년)에 소요대사가 개장하였다. 신라 말의 대승이었던 도선 선사가 도를 깨친 다음 수도행각을 할 때 일시 수도한 곳으로 널리 알려져 있으며, 조선 중기에 이르기까지 대대로 이름난 승려들이 배출된 곳으로 유명하다. 정유재란 때 요해만 남았고 광해군 때 중축한 대웅전이 6 · 25전쟁으로 또 소실되어 명찰의 면모를 찾을 방법이 없다. 1975년 5월 25일 자로 태고종에 등록되었다.

## 참고 문헌
- 이 문서에는 다음커뮤니케이션(현 카카오)에서 GFDL 또는 CC-SA 라이선스로 배포한 글로벌 세계대백과사전의 내용을 기초로 작성된 글이 포함되어 있습니다.